# Jiří Voskovec
Jiří Voskovec, född 19 juni 1905 i Sasau (Sázava), Österrike-Ungern, död 1 juli 1981 i Pearblossom, Kalifornien, USA, var en tjeckisk-amerikansk skådespelare. Under senare delen av sin karriär i USA var han från 1950-talet känd som George Voskovec. Voskovec blev främst känd för sin roll som en av jurymedlemmarna i 12 edsvurna män 1957.
Han påbörjade sin skådespelarkarriär i Tjeckoslovakien på 1930-talet och spelade i några komedifilmer tillsammans med Jan Werich. Han kom sedan att leva i exil i USA under tiden då Tjeckoslovakien ockuperades som protektoratet Böhmen-Mähren. Han återvände 1948 till hemlandet, men valde sedan att fortsätta sin karriär i USA där han medverkade i filmer och TV-serier till sin död 1981.

## Filmografi, urval
- 1934 – Hej-rup!
- 1937 – Svet patrí nám
- 1952 – Trinidad
- 1957 – 12 edsvurna män
- 1960 – Inte för pengar...
- 1964 – Hamlet
- 1965 – Spionen som kom in från kylan
- 1980 – Någonstans i tiden
- 1981 – Nero Wolfe, privatdetektiv (TV-serie) (14 avsnitt)